# Back in Your Head
"Back in Your Head" je skladba kanadské indie rockové skupiny Tegan and Sara z jejich alba z roku 2007 s názvem The Con. Tato skladba byla jako singl vydaná tentýž rok. Autorkou písně je Sara Quin.
Tegan a Sara nahrály tento song počátkem roku 2007, v té době také produkovaly zbytek alba. Sara Quin nazpívala pro tento songg vokály a nahrála kytaru a piano. Chris Walla nahrál kytary, klávesy, varhany a šejkr. Ted Gowans také nahrál kytary a klávesy, Jason McGerr nahrál bubny a Matt Sharp nahrál basovou kytaru.
Tato skladba byla společně se skladbami "The Con", "Nineteen" a "Dark Come Soon" (všechny z alba The Con) akusticky hrána v podcastu The Interface v roce 2007.

## Seznam skladeb
CD singl
1. "Back in Your Head" (album verze)

Back in Your Head Remixes Volume 1 (iTunes)
1. "Back in Your Head" (Tiësto Remix Edit)
2. "Back in Your Head" (Josh Harris Remix Edit)
3. "Back in Your Head" (Morgan Page Remix Edit)
4. "Back in Your Head" (Bill Hamel & Kevin St. Croix Remix Edit)
5. "Back in Your Head" (Zoned Out Remix Edit)

Back in Your Head Remixes Volume 2 (iTunes)
1. "Back in Your Head" (Pretty Violent - Michael Skype Remix)
2. "Back in Your Head" (RAC Mix)
3. "Back in Your Head" (Dangerous Muse Remix)